# Carex acaulis
Espèce
Classification phylogénétique
Carex acaulis est une espèce de plantes du genre Carex et de la famille des Cyperaceae.